# Rainer Weiss
Rainer Weiss (Berlino, 29 settembre 1932) è un fisico tedesco naturalizzato statunitense, specializzato in fisica della gravitazione. Nel 1984, insieme a Kip Thorne, ha fondato il progetto LIGO per la ricerca delle onde gravitazionali.
Il 3 ottobre 2017 ha conseguito il Premio Nobel per la fisica, insieme a Barry Barish e Kip Thorne, "per contributi decisivi all'osservatorio LIGO e all'osservazione delle onde gravitazionali".